# Cove (Utah)
Pour les articles homonymes, voir Cove.
Cove est une census-designated place située dans le comté de Cache, dans l’État de l’Utah, aux États-Unis. Sa population s’élevait à 460 habitants lors du recensement de 2010.

## Source
- (en) Cet article est partiellement ou en totalité issu de l’article de Wikipédia en anglais intitulé « Cove, Utah » (voir la liste des auteurs).